# 玉山薄雪草
玉山薄雪草，又稱細葉薄雪草、小叶火绒草，為火絨草屬的多年生宿根性草本植物。是臺灣原生特有種高山植物，分布於台灣海拔3200~3800公尺的高山地區。與歐洲高山地區的高山火絨草為近緣種。

## 生長型態
玉山薄雪草為多年生宿根性草本植物，生長於陽光充足的玉山箭竹叢與岩屑地。低矮叢生狀，株高約20公分。倒披針狀舌形葉，互生，無柄，密被白色絨毛。頂生密集繖房狀花叢，花叢約有5~7朵盤狀頭狀花序，花叢下由7~10枚密披白色長絨毛的葉狀苞片托襯。頭狀花序總苞呈鐘狀，絲狀雌花位於外輪，淡黃色管狀花位於內輪。褐色長橢形瘦果。每年4~5月春末夏初為萌芽期，花期6~8月，8~9月結果，10~11月地上部份枯萎，進入休眠期過冬。